# Battaglia di Gujrat
La battaglia di Gujrat, avvenuta 21 febbraio 1849, fu la battaglia decisiva della seconda guerra anglo-sikh. Vide lo scontro tra le truppe della Compagnia britannica delle Indie orientali e quelle sikh, che si erano ribellate contro il controllo della Compagnia sull'Impero Sikh. L'esercito sikh fu sconfitto dalle forze regolari del British Army e del Bengal Army. A seguito della battaglia il maharaja Duleep Singh, che si trovava sotto custodia britannica a Lahore, fu deposto e il Punjab fu annesso ai territori della Compagnia delle Indie Orientali.

## Contesto
Dopo la vittoria britannica nella prima guerra anglo-sikh, il Punjab era governato indirettamente da un rappresentante britannico presso il durbar di Lahore e da agenti britannici nelle varie regioni. L'esercito Sikh Khalsa fu conservato e utilizzato per mantenere l'ordine nel Punjab e sul confine nord-occidentale dei territori controllati dalla Compagnia. Il khalsa si considerava tradito piuttosto che sconfitto e diversi dei suoi sardar intendevano ribellarsi.
La rivolta scoppiò il 18 aprile 1848 a Multan, dove le truppe ribelli uccisero un agente britannico, il tenente Patrick Alexander Vans Agnew, e scacciarono il sardar imposto come sovrano dal residente britannico a Lahore. Il precedente governatore di Multan, il diwan Mulraj Chopra, riprese il potere e si preparò a un assedio. Per evitare l'impegno delle truppe del British Army e del Bengal Army durante la stagione calda e dei monsoni, il governatore generale del Bengala, Lord Dalhousie, schierò contro Dewan Mulraj unità del khalsa e altri contingenti irregolari. Il 14 settembre 1848 le truppe del khalsa che assediavano Multan al comando del sardar Sher Singh Attariwalla si ribellarono. Sher Sing, però, non si unì a Dewan Mulraj, ma si spostò verso nord, lungo il fiume Chenab, nell'area del Punjab popolata principalmente dai sikh, dove poteva raccogliere reclute e ottenere rifornimenti.
Alla fine del 1848 un grande esercito britannico, guidato dal comandante in capo del Bengal Army, il generale Sir Hugh Gough, scese in campo. Gough aveva una cattiva reputazione a causa della sua tattica di attacco frontale, che aveva già causato numerose perdite alla truppe britanniche. Il 22 novembre 1848, nella battaglia di Ramnagar, la sua cavalleria era stata respinta mentre attaccava una testa di ponte sikh sulla riva orientale del Chenab. Il 13 gennaio 1849 aveva lanciato un precipitoso attacco frontale contro l'esercito di Sher Singh a Chillianwala, sul fiume Jhelum, ed era stato respinto con pesanti perdite.

## Preludio alla battaglia

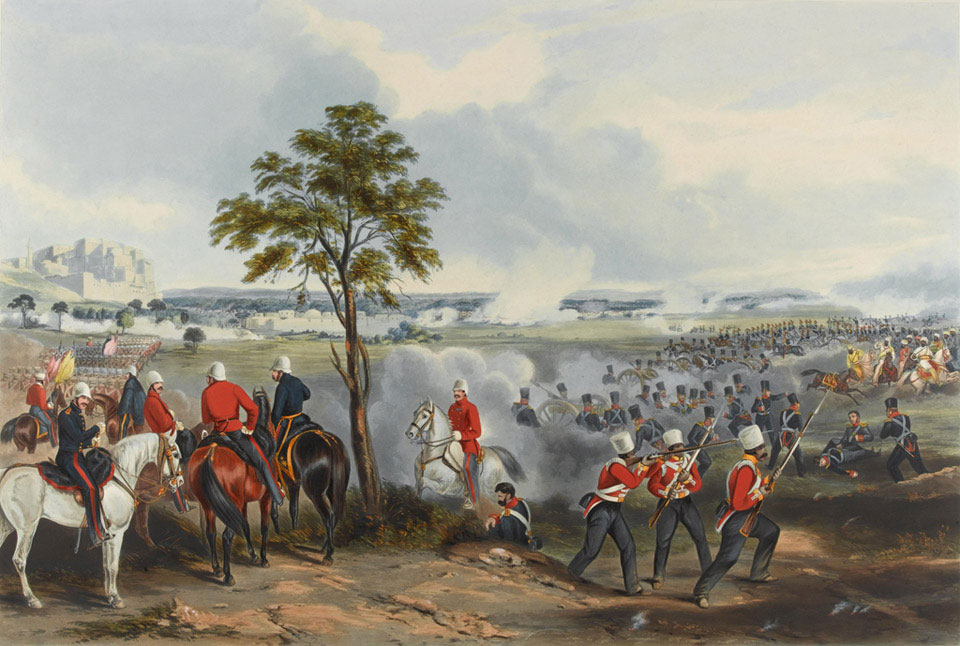
La battaglia di Gujrat. National Army Museum, Londra

L'obiettivo di Sher Singh era quello di unire le sue truppe con quelle del padre, il sardar Chattar Singh Attariwalla. Per diversi mesi l'esercito di Chattar Singh restò bloccato nella regione dell'Hazara, a nord del Punjab, da forze irregolari musulmane alleate dei britannici. All'inizio del 1849 l'emiro dell'Afghanistan, Dost Mohammed Khan, si schierò, anche se tiepidamente, con i sikh ribelli. Il suo obiettivo era quello di recuperare il territorio di Peshawar, che era stata conquistata da Ranjit Singh all'inizio del XIX secolo. Quando 3500 cavalieri afghani riconquistarono Peshawar, la guarnigione di truppe musulmane del forte di Attock, controllato dai britannici, disertò. Ciò permise a Chattar Singh di uscire dall'Hazara e di unirsi a Sher Singh vicino a Rawalpindi.
Da parte britannica, la notizia della sconfitta di Chillianwala ebbe come effetto la sostituzione di Gough. Il suo sostituto, il generale Charles James Napier, doveva però affrontare diverse settimane di viaggio per giungere dall'Inghilterra. Nel frattempo era ripreso l'assedio di Multan, che terminò il 22 gennaio 1849 con la resa di Dewan Mulraj. La fine dell'assedio di Multan permise al grosso delle truppe assedianti di rinforzare l'esercito di Gough, in particolare mettendo a disposizione un gran numero di cannoni pesanti. Gough, che aveva ricevuto la notizia della sua sostituzione ma che rimase al comando fino a quando non fu formalmente sollevato, avanzò contro l'esercito sikh. Aveva ai suoi ordini tre divisioni di fanteria, una grande forza di cavalleria e numerosi cannoni di vario peso e calibro.
Nonostante i suoi successi, Sher Singh, che comandava le forze combinate sikh, era a corto di opzioni strategiche. Il suo grande esercito non riusciva a trovare cibo a sufficienza. Qualsiasi spostamento verso nord o verso ovest per ottenere rifornimenti avrebbe comportato l'abbandono della zona del Punjab popolata prevalentemente da Sikh e l'ingresso in aree musulmane potenzialmente ostili. Tentò quindi un'audace mossa di aggiramento contro Gough. Il suo esercito si mosse verso est, con l'intenzione di attraversare il Chenab e poi spostarsi a sud prima di riattraversare il fiume ed attaccare Gough alle spalle. Quando raggiunse il fiume, lo trovò ingrossato dalle forti piogge. I pochi guadi, inoltre, erano difesi da unità di cavalleria musulmana irregolare comandata da ufficiali britannici, rinforzate da alcune truppe provenienti da Multan.

## La battaglia
Sher Singh si ritirò a Gujrat, dove il suo esercito approntò una posizione difensiva. I sikh costruirono un doppio trinceramento protetto da un fossato. La maggior parte dell'artiglieria fu raggruppata in una batteria centrale, schermata da cespugli. La cavalleria fu schierata sui fianchi. Diversi piccoli villaggi davanti alla batteria centrale furono occupati dalla fanteria e nelle case e negli edifici furono predisposte delle feritoie per la difesa. Sebbene la posizione fosse forte, era esposta al fuoco dell'artiglieria britannica e lo schermo di sterpaglie frettolosamente eretto non era efficace come le macchie di vegetazione e la giungla che a Chillianwala avevano nascosto alla vista britannica l'artiglieria sikh.
La mattina presto del 21 febbraio 1849 febbraio Gough avanzò contro le difese sikh. Quando l'artiglieria sikh aprì il fuoco, rivelando la propria posizione, Gough le schierò contro i suoi numerosi cannoni pesanti. Dopo uno scontro di artiglieria durato tre ore, i sikh furono costretti ad abbandonare i loro cannoni. Una volta messa a tacere l'artiglieria sikh, la fanteria britannica avanzò. Ci furono feroci combattimenti corpo a corpo nei piccoli villaggi fortificati di Burra Kalra e Chota Kalra, ma i cannoni britannici venivano fatti mano a mano avanzare, finché i sikh ruppero lo schieramento. Gough scrisse:
L'artiglieria a cavallo del Bengal Army e la cavalleria britannica e indiana intrapresero un inseguimento spietato, che trasformò la ritirata sikh in una fuga di oltre 19 km.

## Conseguenze
Il giorno successivo una divisione al comando del maggior generale sir Walter Gilbert riprese l'inseguimento. I resti delle forze di Sher Singh si ritirarono oltre il fiume Jhelum, in un territorio aspro e controllato da musulmani. Sher Singh fu infine costretto ad accettare le condizioni di resa britanniche. Il suo esercito, ridotto a 20000 uomini (soprattutto cavalleria irregolare) e 10 cannoni, consegnò le armi e il 12 marzo 1849 si sciolse.
Anche il piccolo contingente afghano si ritirò precipitosamente, dopo aver distrutto il ponte di Attock. Dost Mohammed concluse in seguito una pace con la Compagnia delle Indie Orientali, riconoscendole il possesso della regione di Peshawar.
Il Punjab fu formalmente annesso al territorio britannico il 2 aprile 1849.
Alla fine della sua carriera, Gough aveva finalmente combattuto una battaglia esemplare, sfruttando la sua netta superiorità in artiglieria pesanti per cacciare le truppe di Sher Singh dalla loro posizione, senza ricorrere ad assalti alla baionetta (come faceva di solito) e trasformando la ritirata dei sikh, con l'azione della cavalleria e dell'artiglieria a cavallo, in una disfatta. Inoltre, per la prima volta, gli fu possibile operare senza ricevere istruzioni contraddittorie da Dalhousie. Durante tutta la guerra, Dalhousie aveva alternativamente incitato e trattenuto Gough, di solito nei momenti più inopportuni.
Dopo la ritirata degli inglesi a Chillianwala, i sikh non avevano dimostrato alcuna pietà per i combattenti britannici abbandonati e feriti: a Gujrat i britannici non mostrarono alcuna pietà per i nemici arresisi o in fuga.